# Departamentul de Justiție al Statelor Unite ale Americii
Departamentul de Justiție al Statelor Unite (în engleză United States Department of Justice), cunoscut cu acronimul DOJ, este un departament executiv federal al guvernului Statelor Unite, însărcinat cu aplicarea legii federale și administrarea justiției în Statele Unite. Este echivalent cu ministerele de justiție sau de interne ale altor țări. Departamentul este condus de procurorul general al SUA, care raportează direct președintelui Statelor Unite și este membru al cabinetului președintelui. Actualul procuror general este Merrick Garland, care a depus jurământul în 11 martie 2021.
Încarnarea modernă a departamentului s-a format în 1870 în timpul președinției lui Ulysses S. Grant. Departamentul este compus din agenții federale de aplicare a legii, inclusiv United States Marshals Service, Federal Bureau of Investigation, Bureau of Alcohol, Tobacco, Firearms and Explosives, Drug Enforcement Administration și Federal Bureau of Prisons. Acțiunile principale ale DOJ sunt investigarea cazurilor de infracțiuni comise de gulere albe, reprezentarea guvernului SUA în chestiuni juridice (cum ar fi cazurile în fața Curții Supreme) și conducerea sistemului penitenciar federal. Departamentul este, de asemenea, responsabil pentru revizuirea comportamentului forțelor de ordine locale, conform instrucțiunilor din Violent Crime Control and Law Enforcement Act din 1994.

## Organizare

### Agențiile de aplicare a legii
Mai multe agenții federale de aplicare a legii sunt administrate de Departamentul de Justiție:
DoJ este structurat în birouri, divizii, birouri și agenții și forțe de poliție ale procurorului general.

### Personal
Sunt structuri de personal:
- Procuratura Generală;
- Biroul procurorului general adjunct;
- Procuratura Generală Asociată;
- Procuratura Generală.

### Diviziuni
Structura departamentală, asemănătoare cu ceea ce se întâmplă în Europa, este împărțită în Divizii, la număr de 8. Acestea sunt:
- Divizia Antitrust;
- Secția civilă;
- Secția Drepturi Civile;
- Secția Penală;
- Divizia Mediu și Resurse Naturale, sau REDR;
- Divizia de management al justiției (JMD);
- Divizia de Securitate Națională (NSD);
- Divizia Fiscală.

### Poliția și agențiile federale
Există, de asemenea, diverse forțe de poliție federale care depind direct de Departament și au jurisdicție asupra teritoriului federal. Sunt:
- Oficiul pentru Alcool, Tutun, Arme de Foc și Explozivi (Bureau of Alcohol, Tobacco, Firearms and Explosives, sau BATFE);
- Administrația pentru Controlul Narcoticelor (Drug Enforcement Administration, sau DEA);
- Biroul Federal de Investigații (Federal Bureau of Investigation, sau FBI);
- Biroul Federal al Închisorilor (Federal Bureau of Prisons, sau BOP). De asta depind:
- Institutul Național de Corecție (National Institute of Corrections);
- Serviciul Marshals al Statelor Unite (United States Marshals Service, sau USMS;
- Biroul Inspectorului General (Office of the Inspector General, sau OIG).

### Birourile federale
De asemenea, sunt prevăzute numeroase birouri, pentru anumite competențe. Sunt:
- Biroul Executiv pentru Revizuirea Imigrației, sau EOIR;
- Biroul Executiv pentru Procurorii S.U.A. sau EOUSA;
- Biroul Executiv al Administratorului Statelor Unite, sau EOUST;
- Biroul de Recrutare și Management a Avocaților;
- Biroul Chief Information Officer;
- Biroul de soluționare a litigiilor;
- Office of the Federal Detention Trustee (OFDT);
- Biroul de Informații și Confidențialitate;
- Office of Intelligence Policy and Review, sau OIPR;
- Biroul de Legături Interguvernamentale și Publice;
- Office of Justice Programs, sau OJP. Următoarele birouri raportează acestui birou:
- Biroul de Asistență pentru Justiție;
- Biroul de Statistică Judiciară (Biroul de Statistică a Justiției);
- Biroul de Dezvoltare a Capacităților Comunitare;
- Institutul Național al Justiției;
- Biroul de Justiție Juvenilă și Prevenirea Delincvenței;
- Biroul pentru condamnarea, monitorizarea, reținerea, înregistrarea și urmărirea infractorilor sexuali, sau SMART;
- Biroul pentru Victimele Crimelor;
- Oficiul Corpului de Poliție și Învățământul Poliției;
- Biroul de consilier juridic sau OLC;
- Biroul de Politică Legală, sau OLP;
- Oficiul pentru Afaceri Legislative;
- Oficiul Avocatului Poporului;
- Biroul avocatului de grațiere;
- Biroul de Responsabilitate Profesională, sau OPR;
- Oficiul pentru Afaceri Publice;
- Oficiul pentru Violență Sexuală și Infracțiuni împotriva Copiilor;
- Biroul de Justiție Tribală;
- Oficiul pentru Violența împotriva Femeilor;
- Biroul de consiliere pentru responsabilitate profesională sau PRAO;
- Procurorul Statelor Unite;
- Administrator al Statelor Unite;
- Office of Community Oriented Policing Services, sau COPS;
- Serviciul Relații Comunitare.